# Melongena bicolor
Melongena bicolor là một loài ốc biển, là động vật thân mềm chân bụng sống ở biển thuộc họ Melongenidae.